# تيكيو
تيكيو (باليابانية: てーきゅう، بالروماجي: Tēkyū)
هي سلسلة مانغا يابانية، نشرت من قبل Earth Star Entertainment، في مجلة Comic Earth Star، في 10 فبراير عام 2012 حتى 25 يناير عام 2018، وتكونت 15 مجلدًا. أنتجت إلى أنمي تلفزيوني، عرض في 7 أكتوبر 2012 واستمر عرضه حتى 27 سبتمبر عام 2017، وتكون من 108 حلقة + 7 أوفا

## القصة
تدور أحداث القصة عن الحياة اليومية لأربع فتيات في نادي كرة المضرب مدرسة كاميدو الثانوية.

## الشخصيات
يوري أوشيموتو (باليابانية: 押本 ユリ، بالروماجي: Oshimoto Yuri)
مؤدية الصوت: يوي واتانابي
كاناي شينجو (باليابانية: 新庄 かなえ، بالروماجي: Shinjō Kanae)
مؤدية الصوت: سوزوكو ميموري
ناسونو تاكاميا (باليابانية: 高宮 なすの، بالروماجي: Takamiya Nasuno)
مؤدية الصوت: كيوكو نارومي
ماريمو باندو (باليابانية: 坂東 まりも، بالروماجي: Bandō Marimo)
مؤدية الصوت: كانا هانازاوا
تومارين (باليابانية: トマリン، بالروماجي: Tomarin)
مؤدية الصوت: يوي أوغورا
أودونكو كوندو (باليابانية: 近藤 うどん子، بالروماجي: Kondō Udonko)
مؤدية الصوت: كاوري إيشيهارا
أنينكوفو كوندو (باليابانية: 近藤 アネンコフ، بالروماجي: Kondō Anenkofu)
مؤدية الصوت: إيري كيتامورا 
كيناكو تاناكا (باليابانية: 田中 きなこ، بالروماجي: Tanaka Kinako)
مؤدية الصوت: يوكي ناكاشيما
كورومي ساتو (باليابانية: 佐藤 くるみ، بالروماجي: Satō Kurumi)
مؤدية الصوت: هيكارو كويدا
أياكو سوزوكي (باليابانية: 鈴木 あやこ، بالروماجي: Suzuki Ayako)
مؤدية الصوت: إيزومي ناكايدا
نيشي نيشيارايداشي (باليابانية: 西新井大師 西، بالروماجي: Nishiaraidaishi Nishi)
مؤدية الصوت: ماريا تانيجيري
سورا شيباكوسا (باليابانية: 芝草 宇宙، بالروماجي: Shibakusa Sora)
مؤدية الصوت: سورا توكوي
يوتا أوشيموتو (باليابانية: 押本 陽太، بالروماجي: Oshimoto Yōta)
مؤدي الصوت: ريوتا أوساكا
مدير مدجر الأودن (باليابانية: うどん屋の店長، بالروماجي: Udon-ya no tenchō)
مؤدية الصوت: هيروكازو ماتشيدا
جدة كاناي (باليابانية: おばあちゃん، بالروماجي: Obāchan)
مؤدية الصوت: ماري مياكي
يوكاتان (باليابانية: ユカタン، بالروماجي: Yukatan)
مؤدية الصوت: شينيا تاكاهاشي
ميكا-سان (باليابانية: ミカさん ، بالروماجي: Mika-san)
مؤدية الصوت: هيتومي أوادا
بوبي (باليابانية: ボビー، بالروماجي: Bobī)
مؤدي الصوت: يوشييوكي شيموزوما
أيانو تاكاميا (باليابانية: 高宮 あやの، بالروماجي: Takamiya Ayano)
مؤدية الصوت: يوكاري تامورا
والد ناسونو (آلفرد) (باليابانية: なすの “父” / アルフレッド، بالروماجي: Nasuno "chichi" / Arufureddo)
مؤدي الصوت: شينيا تاكاهاشي
مدير متجر الكعك (باليابانية: ケーキ屋の店長 / 形木矢 貂千雄، بالروماجي: Kēki-ya no tenchō / Keikiya Tenchio)
مؤدي الصوت: هيروكازو ماتشيدا
هوهيتو إيروهاني (باليابانية: 色葉似 ほへと، بالروماجي: Irohani Hoheto)
مؤدية الصوت: أريسا آيهارا
موريكو باندو (باليابانية: 板東 森子، بالروماجي: Bandō Moriko)
مؤدية الصوت: تشيسا يوكي
تاتسوكو فوروبيرا (باليابانية: 古平 たすく، بالروماجي: Furubira Tasuku)
مؤدية الصوت: كانون تاكاو
مياكو بابا ميان (باليابانية: 馬場 みやこ / ばーみゃん، بالروماجي: Baba Miyako / Bā-myan)
مؤدية الصوت: إيري سوغابي

## وصلات خارجية
- موقع الأنمي الرسمي باللغة اليابانية
- تيكيو على موقع ANN manga (الإنجليزية)